# Gottfried Egg
Gottfried «Göpf» Egg (* 8. Dezember 1921 in Winterthur; † 4. Februar 2010 ebenda) war ein Schweizer Jass-Experte und Erfinder des Preisjassens. Er organisierte zahlreiche Schweizer und Europameisterschaften. Weniger bekannt ist, dass Göpf Egg früher auch als Handballspieler aktiv war und es dabei zu 30 Länderspielen brachte.

## Leben
Am 8. Dezember 1921 kam Gottfried Egg als Sohn eines Textilkaufmanns zur Welt. Er begann schon früh Handball zu spielen, wurde Torhüter der 1. Mannschaft von Pfadi Winterthur und brachte es zu rund 30 Länderspielen mit der Schweizer Handballnationalmannschaft. Auch war er an der Gründung des Schweizerischen Handball-Verbands beteiligt. Zwischen 1945 und 1978 war er ausserdem als Funktionär in verschiedenen Positionen bei Pfadi Winterthur tätig, darunter von 1950 bis 1952 sowie von 1959 bis 1961 als Vereinspräsident sowie während vieler Jahre Vizepräsident.
Nach dem frühen Tod seines Vaters übernahm er 1947 die Leitung von dessen Textilfirma und kam auf seinen Geschäftsreisen auch öfters zum Jassen. In den 1950er Jahren verfasste er in Winterthur bereits eine Jasskolumne für eine Zeitung. 1965 führten Göpf Egg und Kurt Felix erste Gespräche über eine Jass-Sendung am Schweizer Fernsehen. Es dauerte bis 1969, bis ein Konzept ausgearbeitet war und die erste TV-Jass-Sendung «Stöck – Wys – Stich» über Schweizer Bildschirme lief. Durch einen vom Blick angeprangerten Weisfehler von Göpf Egg – er vergass ein Dreiblatt vom Kreuz-Ass zu weisen – erlangte die Sendung schnell hohe Popularität. Im gleichen Jahr wurde die erste Auflage von «Puur, Näll, As» herausgegeben sowie durch Egg die ersten Schweizer Jassmeisterschaften ausgetragen (31'000 Teilnehmer). «Stöck – Wys – Stich» lief bis 1971 52 Mal. 1971 entschloss er sich dann, nur noch mit Jassen sein Geld zu verdienen.
Der 1971 abgesetzte «Stöck – Wys – Stich» wurde 1975 durch «Samschtig-Jass» abgelöst: Jürg Randegger moderierte dabei mehrere Jassrunden im «Differenzler». Egg war 1975 ebenfalls Initiant der ersten Frauen-Jassmeisterschaft. Von 1977 bis 1991 war er Organisator von insgesamt 227 Jass- und Wanderferien im Hotel Brocco Posta in San Bernardino und organisierte auch sonstige Jass-Schiffsfahrten und -ferien. Ab 1978 war er Kursleiter für Jassen an der Klubschule Migros in Zürich-Oerlikon, eine Stelle, die er bis 1987 behielt. 1984 war er Organisator der ersten Jass-Europameisterschaften in Bregenz (Österreich). Wenige Tage nach seinem 80. Geburtstag wurde in Winterthur ein «Göpf-Egg-Jass» eingeführt mit prominenten Mitspielern wie Winterthurs neu gewähltem Stadtpräsident Ernst Wohlwend, Nationalrat Jürg Stahl, Musiker Peach Weber, dem Bauchredner Urs Kliby oder dem Duo vom Cabaret Rotstift.
Göpf Egg war von 1975 bis 1990 Schiedsrichter im «Samschtig-Jass» während insgesamt 227 Ausgaben der Sendung, von 1984 bis 1988 in gleicher Funktion ebenfalls im «Mittwoch-Jass». Jede dieser Sendungen brachte am Schluss einen kleinen Sketch mit dem Cabaret Rotstift, in welchem auf lustige Art und Weise eine unklare Jasssituation geschildert wurde. Göpf Egg erklärte danach jeweils sachlich, wie nach offiziellen Regeln das Streitthema aufzulösen wäre. Wegen seiner klaren Erläuterungen galt er im Laufe der Zeit als «Jasskönig» oder sogar als «Jasspapst». Jeden Sonntag von zehn bis zwölf Uhr beantwortete Egg in dieser Zeit Jassfragen am Telefon; pro Sonntag wurden jeweils zwischen 50 und 80 Anfragen verzeichnet. Als Schiedsrichter wurde er abgelöst durch Ernst Marti.
Göpf Egg ist Autor des Buches «Puur, Näll, As: Offizielles Schweizer Jassreglement», in welchem 70 verschiedene Jassvarianten ziemlich abschliessend behandelt werden. Es gilt bei vielen Jassern als Standardwerk. 2016 erschien es in der zehnten Auflage.
Göpf Egg verstarb am 4. Februar 2010 im Alter von 88 Jahren in seinem Elternhaus in Winterthur. Er hinterlässt seine Frau Elisabeth, mit der er 59 Jahre verheiratet war, und zwei Kinder.

## Publikation
- Göpf Egg, Albert Hagenbucher: Puur, Näll, Ass: Offizielles Schweizer Jassreglement. 10. Auflage. AGM, Neuhausen am Rheinfall 2016, ISBN 978-3-905219-96-8.